# سرخو هندی

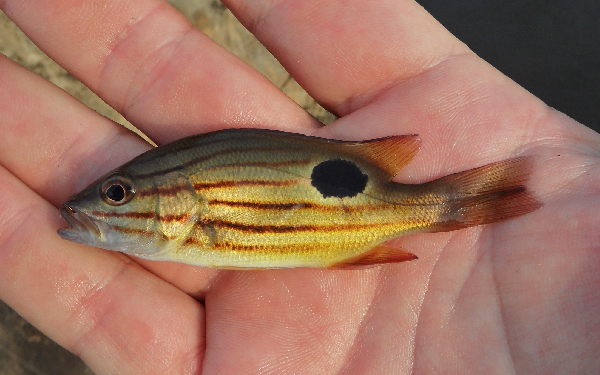
سرخو هندی، سریلانکا

سرخو هندی (نام علمی: Lutjanus indicus) نام یک گونه از سرده سرخوها است.